# 片山梨绘
片山梨绘（日语：／ Katayama Rie，1979年9月13日—），日本女子自行车运动员。她曾代表日本参加2010年亚洲运动会自行车比赛，获得一枚铜牌。她也曾参加2008年和2012年夏季奥林匹克运动会。